# Israel Crosby
Pour les articles homonymes, voir Crosby.
Israel Crosby est un contrebassiste américain de jazz (1919 - 1962).
Israel Crosby est surtout connu pour sa participation aux premiers trios d'Ahmad Jamal.

## Biographie
Israel Crosby, né le 19 janvier 1919 à Chicago, se passionne très tôt pour le jazz. Il commence par jouer de la trompette avant de s'orienter vers la contrebasse en 1934. Il se forge très tôt un style très particulier qu'il exposera notamment dans ses enregistrements avec Roy Eldridge et l'orchestre de Teddy Wilson.
En 1937, Crosby remplace John Kirby dans le groupe de Fletcher Henderson. Kirby était reconnu comme un très grand bassiste et Israel Crosby relèvera avec brio le défi de sa succession durant les 7 années qui suivront.
En 1940, il rejoint le groupe d'Horace Henderson (le frère de Fletcher), grand compositeur et arrangeur.
La réputation de Crosby est alors solidement établie, il est reconnu comme l'égal de Jimmy Blanton, John Kirby, Walter Page, ou Milt Hinton. Il a déjà travaillé avec les plus grands : Albert Ammons, Charlie Christian, Benny Goodman ou Gene Krupa mais le meilleur est encore à venir.
Israel Crosby rejoint Ahmad Jamal en 1951 pour former The Three Strings, l'un des plus célèbres trios du moment. Crosby quitte Jamal en 1953 pour travailler avec Benny Goodman mais il le rejoindra à nouveau en 1956 pour enregistrer un album au succès fulgurant : Ahmad Jamal at the Pershing, dont le titre Poiciana demeurera 108 semaines au billboard américain. La cohérence entre Jamal, Crosby et Vernell Fournier (à la batterie) y est remarquable. L'album But not for me sera de la même veine, et la version de Poincina qu'il comporte peut être considérée comme l'acte de naissance du funk.
Ahmad Jamal dissout le trio en 1962 et Israel Crosby est aussitôt embauché par le pianiste George Shearing. Ensemble ils travailleront à la formation d'un quintette, mais Crosby tombera rapidement malade. Il décèdera d'une crise cardiaque le 11 août 1962, à l'âge de 43 ans.